# Marco Polo (jeu)
Pour les articles homonymes, voir Marco Polo.
Le jeu du Marco Polo est une variante américaine du colin-maillard qui se pratique dans une piscine.
Un des joueurs ferme les yeux. Quand il crie « Marco », les autres doivent crier « Polo ». Ainsi, un peu à la manière d'un radar, le joueur aux yeux fermés doit localiser les autres joueurs et les poursuivre pour les toucher. Si un joueur est touché, il remplace celui aux yeux fermés.
Si le joueur aux yeux fermés suspecte qu'un autre joueur a quitté la piscine, il peut crier « Fish out of water! » (poisson hors de l'eau) et s'il a raison, le joueur dénoncé le remplace.
Il existe une variante peu connue. Quand un joueur va sous l'eau et qu'il ressort, il doit crier « Polo ! ».